# Manuel Avendaño
Manuel Jesús Avendaño Valenzuela (Talca, Chile, 7 de abril de 1982) es un futbolista chileno. Jugaba de defensa y jugó en los dos clubes más importantes de la Región del Maule: Curicó Unido y Rangers. Fue parte del plantel piducano que logró el subcampeonato en el Torneo de Apertura 2002.

## Clubes
| Club         | País  | Año       |
| ------------ | ----- | --------- |
| Rangers      | Chile | 2001-2010 |
| Curicó Unido | Chile | 2011-2012 |